# Rafi Eitan

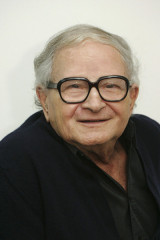
Rafi Eitan (2006)

Rafael „Rafi“ Eitan (hebräisch רפאל (רפי) איתן; geboren am 23. November 1926 in Ein Charod; gestorben am 23. März 2019 in Tel Aviv) war ein israelischer Nachrichtendienstmitarbeiter und Politiker. Er war leitend an der Operation zur Verhaftung des NS-Hauptkriegsverbrechers Adolf Eichmann beteiligt. Von 1981 bis 1985 leitete er den Geheimdienst Lakam.

## Leben
Rafi Eitans Eltern waren zionistische Aktivisten, die ihren Nachnamen von Hantman zu Eitan änderten. Aus politischem Bewusstsein sprachen sie mit ihren Kindern ausschließlich Hebräisch. Beide stammten aus Russland und waren drei Jahre vor seiner Geburt ins britische Mandatsgebiet Palästina eingewandert. Ein Charod, wo Rafi Eitan geboren wurde, war ein Kibbuz der ersten Stunde. 1938 trat Eitan mit nur 12 Jahren der Haganah bei und wechselte 1944 nach dem Abitur zum Palmach. 
Eitan war gegen Ende des Zweiten Weltkrieges an verschiedenen Geheimoperationen der Alija Bet zur Rettung jüdischer Flüchtlinge aus den von Deutschland besetzten Gebieten beteiligt. Eine Aktion 1947 in Haifa, bei der er durch die Abwasserleitungen kriechend in die britische Radarstation zur Überwachung des Hafens Haifa auf dem Berg Karmel eindrang und diese sprengte, brachte ihm den freundlich gemeinten Beinamen „Rafi, der stinkende“ ein. Ebenfalls 1947 war er an einer Befreiungsaktion für in Atlit internierte jüdische Bootsflüchtlinge beteiligt. Im Palästinakrieg 1948–1949 diente er zunächst an der libanesischen Grenze.
Während seiner Arbeit beim Militärgeheimdienst Aman erreichte er den Rang eines Hauptmanns. Danach wurde er 1951 rekrutiert und war einer der ersten Mossad-Mitarbeiter. 1957 wurde er Operationsleiter. Er wechselte zum Schin Bet, wo er ebenfalls Operationsleiter wurde. An der London School of Economics erwarb er einen Bachelor in Wirtschaftswissenschaften. Eitan war verheiratet und hatte drei Kinder. Seit einem Einsatz gegen die britische Armee 1946 hatte er ein Augenleiden. Im Rahmen seiner Tätigkeit als Minenleger zog er sich Gehörschäden zu.
1960 führte er die Mossad-Operation zur Entführung und Verhaftung des NS-Hauptkriegsverbrechers Adolf Eichmann in Argentinien. 1978 wurde er Antiterror-Berater von Premierminister Menachem Begin. 1981 war er an der Planung zur Zerstörung des irakischen Atomreaktors Osirak maßgeblich beteiligt. Im gleichen Jahr wurde er Chef des Lakam.
Aufgrund der Pollard-Affäre trat er 1985 als Amtsleiter zurück, Lakam wurde aufgelöst. Als Chef des „Büros für wissenschaftliche Beziehungen“, das Waffensysteme befreundeter Staaten ausspionierte, hatte er Pollard rekrutiert, ein Mitglied der US Navy, der Israel eine Fülle geheimer Dokumente zukommen ließ. Eitan eröffnete für PROMIS (Prosecutor’s Management Information System) einen neuen Vertriebsweg mit Hilfe des Presse-Tycoons Robert Maxwell. 1985 wurde Eitan Leiter der staatlichen Israel Chemicals, was im Hinblick auf die Pollard-Affäre in den USA auf Befremden stieß.
Nach seinem Ausscheiden dort im Jahr 2003 machte Eitan sich selbständig und entwickelte u. a. umfangreiche landwirtschaftliche Aktivitäten auf Kuba. Eitan wurde im März 2006 als Vorsitzender der Rentner-Partei in die Knesset gewählt. In der Regierung von Ehud Olmert war er Minister für Rentner. 2009 verpasste seine Partei den Wiedereinzug ins Parlament.
Im Rahmen einer Veranstaltung zum Thema Antisemitismus der Partei „Alternative für Deutschland“ (AfD) forderte Eitan im Februar 2018 per Videobotschaft die deutsche Regierung auf, die seiner Meinung nach stattfindende „muslimische Masseneinwanderung“ nach Europa zu stoppen. Er argumentierte, ein hoher muslimischer Bevölkerungsanteil würde zu Wahlergebnissen führen, die nicht im Interesse Israels wären. Daher sollten islamfeindliche Parteien in diesen Staaten erstarken, um so zu verhindern, dass deren Unterstützung für Israel wegbreche. Der israelische Botschafter in Deutschland, Jeremy Issacharoff, verurteilte Eitans Unterstützung der AfD und nannte sie „traurig und beschämend“. Es sei für ihn schwer vorstellbar, dass jemand, der einst Eichmann vor Gericht gebracht habe, nun in denjenigen Deutschen, die auf die NS-Vergangenheit stolz seien, eine Alternative für Europa erkennen könne. Später bezeichnete Eitan seine Botschaft als Fehler.
Rafi Eitan starb am 23. März 2019 im Alter von 92 Jahren im Ichilow-Krankenhaus in Tel Aviv.

## Filmische Rezeption
In dem Film Operation Finale über die Festnahme von Eichmann wird Eitan von Nick Kroll dargestellt.